# Wilson Rodrigues Fonseca
Wilson Rodrigues Fonseca (født 21. marts 1985) er en brasiliansk fodboldspiller.